# Archeanactidi
Gli Archeanactidi (in greco antico: Αρχαιανακτίδαι?) furono i membri della dinastia che regnò sul Bosforo Cimmerio dal 480 al 438 a.C.
Secondo Diodoro Siculo essa fu spodestata dal tiranno trace Spartoco, che governò dal 438 al 431 a.C., eponimo della dinastia degli Spartocidi, che mantenne il dominio del regno fino al 110 a.C.